# Ramble On
Ramble On е песен на английската рок група „Лед Зепелин“ от албума им от 1969 г. Led Zeppelin II. Песента е написан в съавторство между Джими Пейдж и Робърт Плант и е записана през 1969 г. в Ню Йорк, по време на второто концертно турне на групата в Северна Америка. През 2010 г. песента е класирана под №440 в списъка на списание „Ролинг Стоун“ за „500-те най-велики песни за всички времена“.

## Композиране и записване
Текстовете на песента, особено в третия куплет, са повлияни от „Властелинът на пръстените“ от Дж. Р. Р. Толкин, като се споменава наред с други неща, като тъмната земя на Мордор, Ам-гъл и Злото. Джими Пейдж обяснява, че е постигнал гладкия, поддържащ звук, подобен на цигулка в солото, като е използвал своята китара с „изрязването“ на високите честоти и използвайки модул за поддържащи ефекти, създаден от аудио инженера Роджър Майер.

## Изпълнения на живо
До 2007 г. Ramble On никога не е изпълняван изцяло на живо на концертите на „Лед Зепелин“. На концерта на в памет на Ахмет Ертеюн на 10 декември 2007 г. в зала „O2 Arena“ в Лондон; Джими Пейдж завърши песента с кратка част от What Is and What Should Never Be.

## Оценки и възприемане
В ретроспективно ревю на Led Zeppelin II (Deluxe Edition), музикалният критик Майкъл Мадън хвали ремастерирането на Ramble On, вярвайки, че песента сега звучи „меко и добре балансирано“. По-нататък Мадън заявява, че парчето „получава тласък от свиренето на бас на Джон Пол Джоунс“.
През 2007 г. Ramble On достига №66 в канадския „Билборд Хот Диджитал Сингъл Чарт“.

## Музиканти
- Робърт Плант – вокали, хармоника
- Джими Пейдж – китара
- Джон Пол Джоунс – бас китара
- Джон Бонъм – барабани